# 跳馬

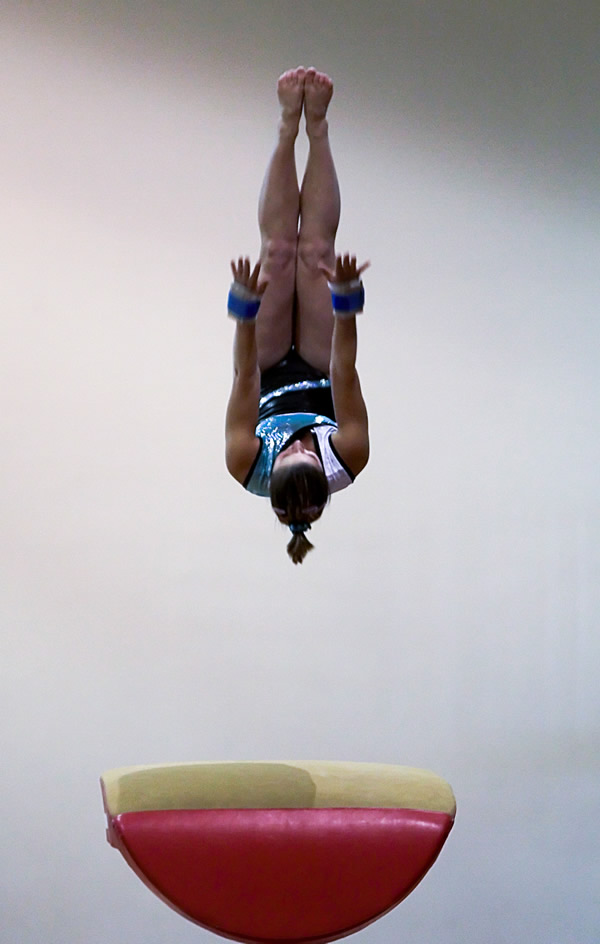
跳馬

跳馬（ちょうば）は、体操競技の跳馬種目で使用する体操器具の名称と、それを使った種目の名称。跳馬種目は、演技者が実施を行い、審判が採点する。

## 概要
跳馬の起源はあん馬と同じく古代ローマの兵士や若者たちによって行われていた乗馬練習のための木馬運動である。木馬運動のうち両手で木馬をつき離して跳び越す支持跳躍を要素としたものが跳馬運動である。
1演技においてひとつの技しか実施しない、体操競技において特異な種目である。20世紀前半にはその発展の難しさから新しい技もなかなか発表されず軽視された時代もあったが、男子ではひねり跳びと前転跳びをあわせた前転ひねり跳びの登場や、跳馬の長い前後長を活かしたカサマツ跳び・ツカハラ跳びの登場、跳馬の前後長が短かった女子ではその代わりにロンダートからの後転跳びが発表され、それをきっかけに新技が続々と登場し今日に至る。

## 形状

### 現行の規格

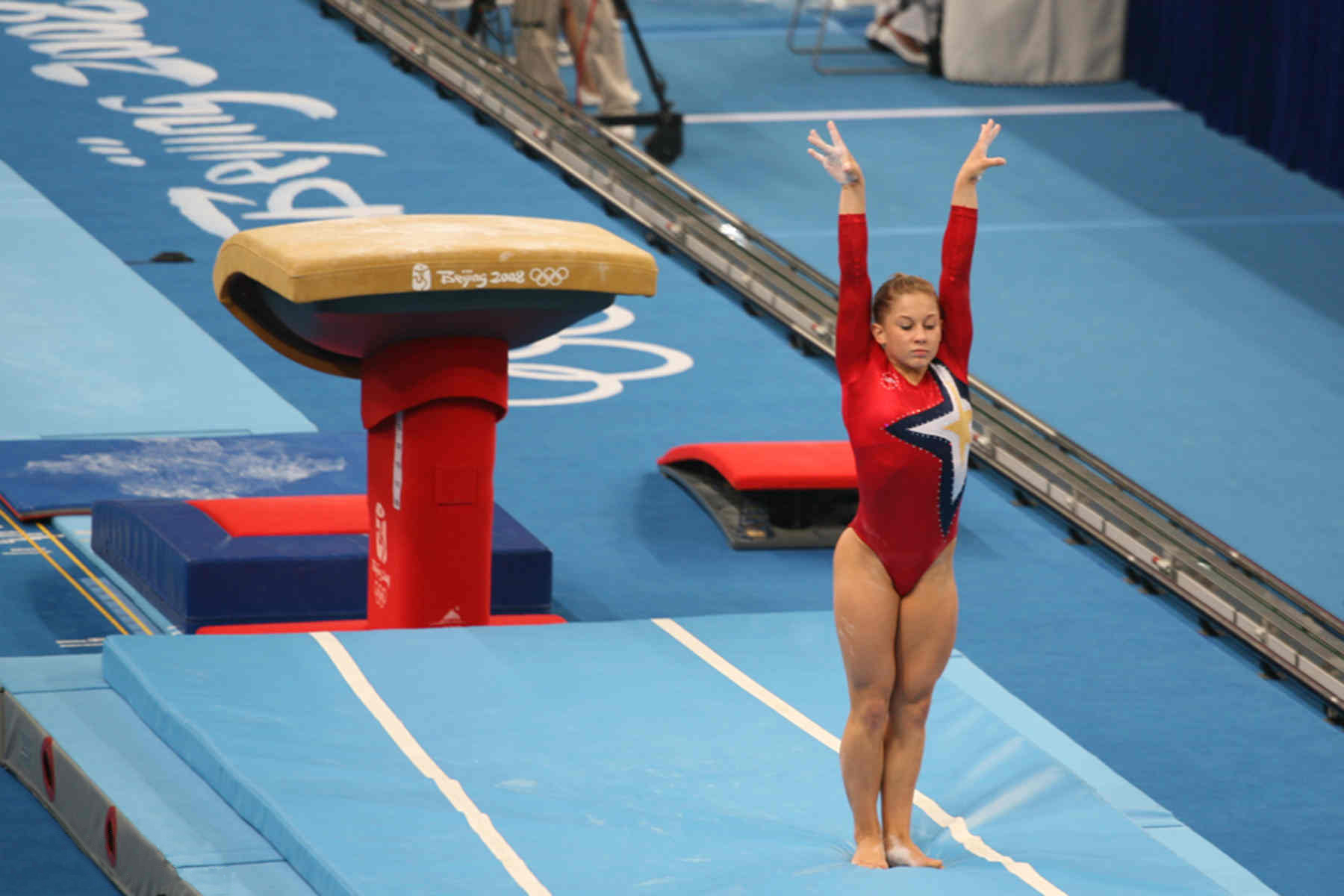
現在の跳馬

過去あん馬の把手を取ったようなものを跳馬として競技が行われていたが、2001年から国際ルールでは形状が変わっている。現在用いられているものは手前側が低く、あごが下がったような形状で、真上から見るとやや丸く見える。

### 形状の変遷

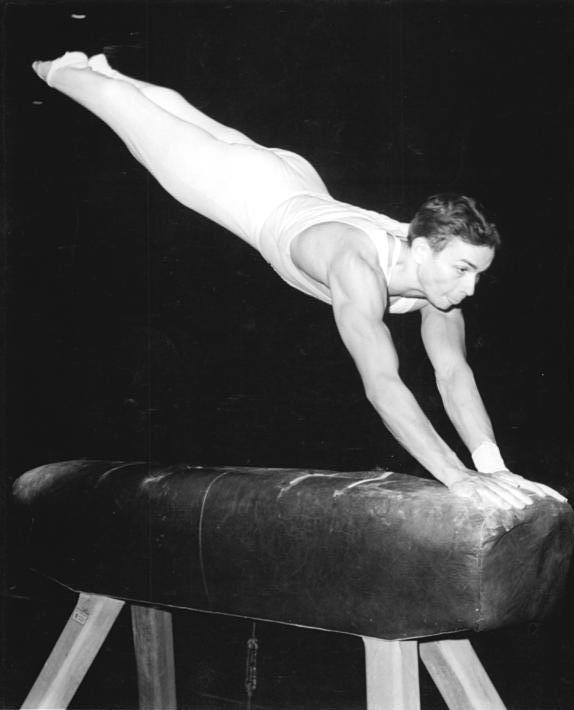
旧型の跳馬（男子）

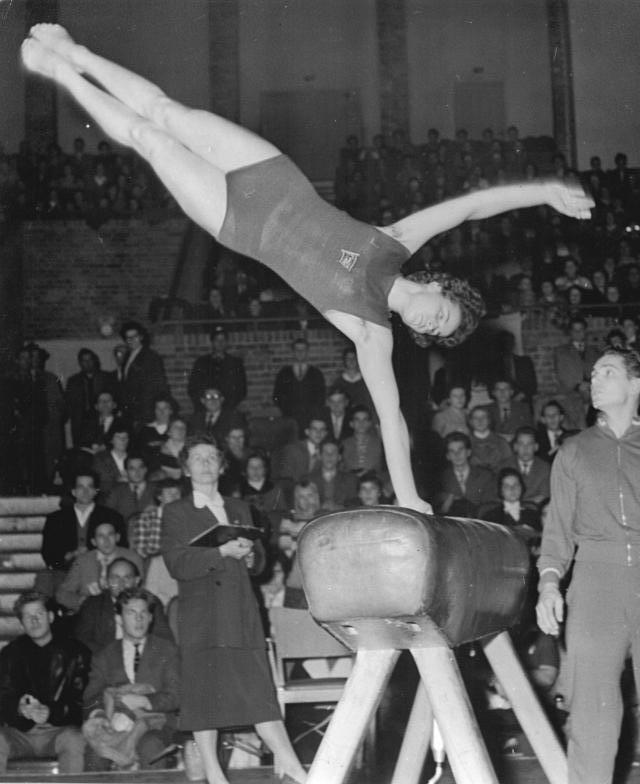
旧型の跳馬（女子）

過去使われていたものは前述の通り形状が単純で、男子が助走方向に対して平行に、女子は直角に置かれていた。男女間でルールの違いもあり、そのため男子と女子では発展した技にも差異が認められるが、跳馬そのものは高さと置く方向が違うだけで基本的には同じものである。
過去、男女で跳馬の設置方向が違うため、男子では進行方向に対し体を横向きにして着手するツカハラ跳び・カサマツ跳びが早くから主流になったのに対し、女子では体を前後の向きにしたまま飛ぶ前転跳び・後転跳びが主流となった。しかし現在では男女で同じ形状のものが用いられているため、実施される技について男女間で大きな差異はなくなりつつある。

## ルール

### 演技の流れ
体操競技の中で男子・女子ともに行われる種目であるが、男女間で実施ルールに差異がある。跳馬種目は団体・個人総合で行われるほか、種目別でも単独で行われている。
跳馬は135cm（女子は125cm）の高さに設定され、その手前にロイター板が置かれる。演技者は助走を行い、跳馬の手前で踏み切りを行い、跳馬に手をついて跳ぶ。その後某かの演技を行い、着地を行う。跳馬の採点は踏み切ってから着地を完了するまでであり、助走中に一旦停止したり、躓いてバランスを崩してもそれ自体は減点対象とならない。
なお女子における場合のみ、実施する技が実施前に電光掲示板にて掲示される。
団体種目では跳躍は1人につき1回ずつだが、種目別跳馬決勝の場合は2度演技を行う。この場合、2回の跳躍はそれぞれ別系統かつ第二局面が違う技でなくてはならない。同系統または第二局面が同じ技を2回行った場合、決定点に1.0の減点が科せられる。まったく同じ技を行った場合は0点となる。

### 技と採点
体操競技の他の種目は技の組み合わせに対して加点があるが、跳馬種目にはない。そのため演技の価値点と実施点から得点がもとめられる。
実施点は10点からなりこれから演技の美しさ、突き放しの高さ、第二局面の高さ、着地により減点される。
価値点は実施した技の難度であり技が認められた時点でここから減点されることはなく、難度が高いほど価値点が高い。

### 技の種類
数え切れないほど多くの技があるが、系統立てると以下のようになる。
切り返し技
縦方向に回転しない技。跳び箱の開脚跳びのような単純な技や、横方向のみの回転（ひねり）を加える技がこれにあたる。
前転跳び
踏み切って手を跳馬についたあと、そのまま前転し、宙返りして着地する技。または、前転跳びにさらに前方宙返りやひねりを加える技。
ツカハラ跳び
側転とび1/4ひねり後方かかえ込み宙返りやその派生系で、踏み切りまでは前転跳びと同じであるが、踏み切ってから手をつく前（これを第一局面という）に体を1/4ひねり、横向きに着手する。その後さらに体を1/4ひねり後転を行う。跳馬上でロンダートするような技である。初めて発表した塚原光男の名が付けられている。
カサマツ跳び
側転とび3/4ひねり後方かかえ込み宙返りやその派生系で、踏み切りまでは前転跳びと同じであるが、第一局面で体を1/4ひねり、横向きに着手する。その後さらに体を3/4ひねり後転を行う。初めて発表した笠松茂の名が付けられている。前述のツカハラ跳びと並び、前向きに踏み切っておきながら後方宙返りを行う特徴的な技である。
ロンダートからの後転跳び
跳馬に対して後ろ向きで踏み切り、後ろ向きに手をついてそのまま後転、宙返りして着地する技。助走から後ろ向きで踏み切るため、踏み切る前にロンダートを行い転向する。前転跳び同様、さらに後方宙返りしたり、ひねったりする技も含む。実質的に前述の後転跳び、ツカハラ・カサマツ跳びと変わらない。
その他
第一局面で1回ひねりを加える技、半ひねりを加える技、ロンダートから半ひねりを行い前転跳びを行う技などさまざまなものがあり価値が上がる。
過去にあった技
ルールにより禁止になった技があり、マイ跳びという名前がついていた。これは第一局面で前方宙返りを行う技であるが、現在のルールでは第一局面で認められている動作がひねりだけであるため、禁止されている。とても危険な技である。
側転側方宙返りのような横向きで着地する技も禁止された。
禁止ではないが、片手着手の跳び方も価値が変わらないためあまり見られなくなった。

2021年に行われるルール改正により、男子は大幅にグループが変わる。
1. 2回宙返りを伴いひねりが多い技 前方:ロウユン以上 後方:カサマツハーフ以上
2. 前方の2回宙返り以上の技 転回前宙 ローチェ、ドラグレスクなど
3. ツカハラのひねりが多くない、宙返りを加える技 ツカハラ、カサマツ ヨー、リ・セグァンなど
4. ロンダートから入る技 ユルチェンコ、シェルボなど
5. 単純な跳躍技 転回など

### 禁止行為
次の場合は0点となる
男女共通
最初に足による着地が行われなかった場合。これは、身体のどの部分よりも先に、少なくとも片足が着地マットに触れなければならないことを意味している
ロンダート技においてセフティ・カラーを使用しなかった場合
男子
助走から、跳馬を跳ばずに走り抜けてしまった場合（跳躍板を踏んで跳馬に触っても触らなくても）
助走を中断し、助走をやり直すために戻った場合
技として判定できないような場合、あるいは跳馬を足で蹴った場合
片手あるいは両手で2回以上着手した場合
跳馬に着手することなく飛び越えた場合、または跳馬に触れても突き手がみられない場合
故意に横向きで着地した場合
禁止されている技を実施した場合（開脚技、第一局面での宙返り、踏み切り前にロンダート以外の技を行う）
種目別予選または決勝で1回目と同じ技を2回目も行った場合
女子
横向きの踏み切りや着地をする跳躍技の実施
助走をしてとび越すことなく跳躍板や跳躍台に触れる（触れなければ、1回の跳躍が要求されている場合2回まで、2回の跳躍が要求されている場合3回まで助走が許される）
跳躍中すべての補助行為
跳躍台に触れない実施

### 跳馬特有の減点
男子におけるD審判の減点
片足または片手が着地エリアの外に触れる、または着地すると決定点 決定点から0.10
両足、両手、片足と片手、身体の他の部分が着地エリアの外に触れる 決定点から0.30
着地エリアの外に着地する 決定点から0.50
25mを超す助走 決定点から0.50
禁止技 D・E両審判0.00
ロンダート踏み切り技においてセフティ・カラーを使用しない D・E両審判0.00
種目別予選または決勝で最初の技を繰り返す D・E両審判0.00
種目別予選あるいは決勝で2回目の跳躍を同じグループから実施する 2回目の跳越技の決定点から1.00の減点
種目別予選あるいは決勝で2回目の跳躍を同じ第二局面の技で実施する 2回目の跳越技の決定点から1.00の減点
男子におけるE審判の減点
第一局面の実施欠点 0.10～0.50
第一局面の技術欠点 0.10～0.50
倒立位を垂直に通過しない 0.10～0.50
第二局面の実施欠点 0.10～0.50
第二局面の技術欠点 0.10～0.50
高さ不足、上昇がみられない実施 0.10～0.50
着地の準備としての身体のひらきがみられない実施 0.10～0.30
女子におけるD審判の減点
実施予定の跳躍技番号の表示違反（跳躍技番号の表示無し） 0.30
片手だけ触れる 2.00
種目別決勝のための予選と種目別決勝において、1回のみ実施または跳躍技が同一 1回目の実施のスコア÷2=最終スコア
種目別決勝のための予選と種目別決勝において、2回目の支持局面が異なっていない 2.00
女子におけるE審判の減点
第1局面
ひねりが不十分
グループ3の1/4～1/2ひねり 0.10
グループ1、5の1/2ひねり 0.10～0.30
グループ1、2、4の1回ひねり 0.10～0.50
技術不良
腰角度 0.10～0.30
身体の反り 0.10～0.30
膝の曲がり 0.10～0.50
脚または膝の開き 0.10～0.30
支持局面
技術不良
前向き入りで着手のずれ 0.10～0.30
腕の曲がり 0.10～0.50
肩角度 0.10～0.30
鉛直面を経過しない 0.10～0.30
規定された宙返りやひねりの時期が早すぎる 0.10～0.30
第2空中局面
高さが不十分 0.10～0.80
ひねりが不正確 0.10
身体の姿勢
伸身姿勢を保てない 0.10～0.30
身体の伸ばしが不十分または遅い（かかえ込み、屈伸の跳躍技） 0.10～0.30
膝の曲がり 0.10～0.50
脚または膝の開き 0.10～0.30
一般
宙返りの回転不足
転倒なし 0.10
転倒 0.30
スピードや迫力に欠ける 0.10～0.50

### 跳馬の価値点基準
価値点はそのまま技の難易度とほぼ直結する。価値点を上げるためには回転数を増やす、ひねりを増やす、体を伸ばすなどがある。たとえばローチェ（前転跳び2回宙返り/3回宙）は価値点6.6だが、これに半ひねりを加えたドラグレスク（前転跳び2回宙返り半ひねり）は7.0となる。また、ツカハラ跳びの場合は価値点3.8だが、屈身（腰は折ったままだが膝を伸ばす）の場合4.0、伸身で行うと4.6となる。これは、技を伸身で実施すると慣性モーメントが大きくなるため角速度が小さくなり、同じ踏み切り力でも回転速度が落ちるからであり、体操競技全般に言えることである。
価値点上では同じでも、跳馬の雄大さを求める性格からか、捻り系の技よりも回転系の技の方が点数が出やすい傾向にある。例えば、伸身カサマツ2回捻り（全体で3回捻る）と前述のドラグレスクではどうしてもドラグレスクの方が点数が出やすい傾向にある。
跳馬が新しい形状になってからは着手する面積が広くなったことによって、ユルチェンコ跳びなどの着手の難しかった技がやり易くなり、相対的に価値点も下げられてしまった。